# Giuseppe Rivabella
Giuseppe Rivabella (Alexandria (comuna),? -Capri,1913) foi um atirador italiano. Ele competiu nos Jogos Olímpicos de Verão de 1896 em Atenas.
Rivabella competiu no evento militar rifle. Sua pontuação e lugar na competição são desconhecidas, mas ele não estava entre os top 13 dos 42 atiradores que competiram.

## Uma presença importante
Este atleta é muito importante, pois sua presença é a prova que a Itália competiu nos primeiros Jogos Olímpicos. Devido à recusa do pedido Carlo Airoldi para participar, acreditava-se que a Itália não tivesse nenhum representante. Novas fontes, no entanto, revelaram esta nova figura.